# エヴァリステ・ヌダイシミエ
エヴァリステ・ヌダイシミエ（Évariste Ndayishimiye, 1968年 - ）は、ブルンジの政治家。第10代ブルンジ大統領。

## 経歴
1968年、ギテガで生まれる。
2020年5月20日の大統領選挙にピエール・ンクルンジザ大統領の後継として出馬し、当選した。8月に就任予定だったが、ンクルンジザが6月8日に死去し、憲法裁判所が既に次期大統領に当選しているヌダイシミエが可能な限り早期に就任すべきとの判断を示したため、6月18日にヌダイシミエが前倒しで大統領に就任した。

## 大統領職（2020年～）
2022年9月、ヌダイシミエは首謀者を明かすことなくクーデター未遂事件があったと主張し、その数日後の9月7日にジェルヴェ・ンディラコブチャ内務大臣を首相に任命し、同日中に議会が全会一致で承認。アラン＝ギヨーム・ブニョニ首相を解任した形となった。

### 内政、対外政策
ヌダイシミエは在任期間中、早くも前任者ンクルンジザとは違い、外交に長け、2020年時点でのブルンジの対外路線を修正した人物として注目を浴びる。就任してから最初の10か月間で、赤道ギニアへの5日間の訪問を含む4回の国賓訪問を行っており、エチオピア大統領の国賓訪問にも対応した。
しかし、ヌダイシミエ政権以降インボネラクレとして知られる民主防衛国民会議・民主防衛勢力直属の民兵機関が、敵対する野党や集会に対し、原始的な武器を用いて無差別に脅迫、恐喝、拷問、恐怖に至らしめているとしてヒューマン・ライツ・ウォッチを始め数々の人権団体から批判され、また2023年12月には、（新冷戦における）西側諸国のメディアに対し「同性愛者は一斉に石打ちにされるべきであり、そうすることは犯罪ではない」と反LGBT的な言動を行っている。
一方で2021年の公共投資事業も相まってブルンジの経済は平均3～5%で安定成長。2015年のブルンジ暴動以来の経済回復を統括している。農業生産の推進、為替レートを安定させるための措置は、ブルンジ・フランのインフレ率の低下に役立ち、インフレ率は2023年に10.3%、2024年には9%に達すると予想され、鉱業の強化、国際経済金融協力、移民送金の流入は、インフレ率の緩和に役立つと見なされている。